# Wisseler Dünen
Wisseler Dünen este o arie protejată (arie specială de conservare — SAC, sit de importanță comunitară — SCI) din Germania întinsă pe o suprafață de 70,97 ha, integral pe uscat.

## Localizare
Centrul sitului Wisseler Dünen este situat la coordonatele 51°46′14″N 6°18′09″E / 51.7706°N 6.3025°E.

## Înființare
Situl Wisseler Dünen a fost declarat sit de importanță comunitară în august 1999 pentru a proteja un număr necunoscut de specii din flora spontană și fauna sălbatică aflate în arealul zonei. Situl a fost protejat și ca arie specială de conservare în iulie 2003.

## Biodiversitate
Situată în ecoregiunea atlantică, aria protejată conține 1 habitat natural: Vegetație psamofilă uscată cu pășuni deschise de Corynephorus și Agrostis.
La baza desemnării sitului se află un număr nedeclarat de specii protejate.
Pe lângă speciile protejate, pe teritoriul sitului au mai fost identificate 2 specii de plante.